# Грембецкие
Грембецкие — дворянские роды.
Старинный малорусский дворянский род, ведущий начало от «слуги» гетмана Демьяна Многогрешного, Николая Грембецкого (uk:Грембецький Микола), который был товарищем войсковым (1676), роиским сотником (1677—1687), черниговским полковым есаулом (1696—1697), полковым обозным (1698—1711) и наказным полковником (1712—1713). Потомство его внука Василия Фёдоровича Грембецкого записано в VI часть родословной книги Черниговской губернии.
Есть ещё старинный дворянский род Грембецких шляхетского происхождения, герба Ястржембец. Родоначальник его Дионисий Грембецкий, имевший внука Августина Венедиктовича, владевшего поместьями в Бржеско-Куявском Воеводстве с 1678 г. Франциск Грембецкий в 1755 году отдал наследственное имение своё во владение сыну своему Матвею. Род записан в VI часть родословной книги Волынской губернии.

## Описание герба
На ребре золотой подковы, шипами вниз обращённой, серебряный кавалерский крест; у шипов две серебряные стрелы, правая остриём вниз, а левая остриём вверх, обе наискось к бокам щита.
В навершии шлема ястреб на взлёте вправо, с золотою подковою в клюве. Герб Ястршембец 6 (употребляют: Грембецкие) внесён в Часть 2 Гербовника дворянских родов Царства Польского, стр. 191.